# 아이다호흙파는쥐
아이다호흙파는쥐 또는 아이다호주머니고퍼(Thomomys idahoensis)는 흙파는쥐과에 속하는 설치류의 일종이다. 미국 북서부의 토착종으로 아이다호주와 몬태나주, 유타주, 와이오밍주에서 발견된다. 자연 서식지는 온대 숲과 건조 사바나 그리고 온대 초원이다.